# Abarema barbouriana
Espèce
Abarema barbouriana est une espèce de plantes à fleurs de la famille des Fabaceae. C'est un arbre trouvé en Amérique.
Selon Plants of the World Online, c'est un synonyme de Jupunba barbouriana. Selon ce site, c'est un arbre trouvé en Amérique centrale et le nord de l'Amérique du Sud. Il pousse en milieu tropical humide.

## Description
C'est un arbre.

## Répartition
L'espèce est trouvée au nord du Brésil, en Colombie, au Costa Rica, en Équateur, en Guyane, au Guyana, au Panamá, au Pérou et au Venezuela.

## Liste des variétés
Selon The Plant List (27 décembre 2013) :
- variété Abarema barbouriana var. arenaria (Ducke) Barneby & J.W.Grimes
- variété Abarema barbouriana var. barbouriana (Standl.) Barneby & J.W.Grimes

Selon Tropicos (27 décembre 2013) (Attention liste brute contenant possiblement des synonymes) :
- variété Abarema barbouriana var. arenaria (Ducke) Barneby & J.W. Grimes
- variété Abarema barbouriana var. barbouriana